# Solly Tyibilika
Pas d'image ? Cliquez ici

a Compétitions nationales et continentales officielles uniquement.

b Matchs officiels uniquement.
Dernière mise à jour le 15 novembre 2011.
Solomzi Tyibilika dit Solly Tyibilika, né le 23 juin 1979 à Port Elizabeth et mort assassiné le 13 novembre 2011 dans un bar de Nyanga dans la banlieue du Cap, est un joueur sud-africain de rugby à XV évoluant au poste de troisième ligne aile. International à huit reprises, il est le premier joueur noir de l'histoire à avoir marqué un essai pour les Springboks.

## Biographie
Solly Tyibilika effectue sa scolarité à la Pendla Lower Primary school puis à la Loyiso High avant d'aller à la Nelson Mandela Metropolitan University. Pratiquant le rugby à XV au poste de troisième ligne aile, il fait ses débuts avec les Griqualand West Griquas en Currie Cup en 2001. Puis, il rejoint les Natal Sharks en 2003. Avec sa nouvelle équipe, il atteint la finale de la Currie Cup mais les joueurs de Durban s'inclinent face aux Blue Bulls sur le score de 40 à 19. L'année suivante, il intègre la franchise des Sharks pour disputer le Super 14. Cette même année, il obtient sa première sélection avec les Springboks lors du test match du 27 novembre 2004 à Murrayfield contre l'équipe d'Écosse. Il marque un essai au cours du match gagné 45-10 par les Sud-Africains et rentre dans l'histoire en devenant le premier joueur noir à inscrire un essai pour les Springboks. Il est reconduit lors du match suivant contre l'Argentine à Buenos Aires. En 2005, il dispute trois test matchs contre l'Uruguay, l'Australie et de nouveau l'Argentine. Il marque un doublé contre les Uruguayens.
L'année suivante, Tyibilika est retenu par Jake White pour disputer le Tri-nations 2006. Il dispute trois des six matchs de la compétition où les Springboks terminent à la dernière place avec quatre défaites pour seulement deux victoires. Par la suite, il n'est plus jamais rappelé en équipe nationale. En 2007, il quitte les Sharks et s'engage avec les Lions mais l'expérience est courte. Après seulement deux matchs de Currie Cup disputés, il quitte les Lions en fin d'année et retourne dans sa province natale pour jouer avec les Border Bulldogs. En 2009, il est le capitaine de la sélection des Southern Kings qui affronte les Lions britanniques et irlandais. L'équipe de Port Elizabeth est battu par les Lions sur le score de 20 à 8. Le 13 novembre 2011, il est abattu dans un bar du Cap. Au cours de sa carrière, il totalise 158 matchs de Currie Cup et marque 24 essais.

## Palmarès
Solly Tyibilika ne remporte aucun titre au cours de sa carrière tant en compétition de clubs qu'avec l'équipe des Springboks. Il est cependant finaliste de la Currie Cup en 2003 avec les Natal Sharks.
| Édition          | Rang | Résultats Afrique du Sud | Résultats S. Tyibilika | Matchs S. Tyibilika |
| ---------------- | ---- | ------------------------ | ---------------------- | ------------------- |
| Tri-nations 2006 | 3    | 2 v, 0 n, 4 d            | 0 v, 0 n, 3 d          | 3/6                 |

Légende : v = victoire ; n = match nul ; d = défaite.

## Statistiques en équipe nationale
De 2004 à 2006, Solly Tyibilika dispute huit matchs avec l'équipe d'Afrique du Sud et marque trois essais (15 points). Il participe à un seul tri-nations en 2006.